# Nigdy cię nie zapomnę (film)
Nigdy cię nie zapomnę (oryg. Tumko Na Bhool Paayenge) – bollywoodzki film akcji z 2002 roku wyreżyserowany przez Pankaj Parashara. W rolach głównych Salman Khan, Sushmita Sen i Dia Mirza. Inspiracja dla filmu była The Bourne Identity (z Matt Damonem). Akcja filmu rozgrywa się w Dżajpurze w Radżastanie i w Mumbaju. Tematem filmu jest miłość rodzicielska, braterska, między mężczyzną i kobietą, a także ciężar prześladującej przeszłości, rozpaczliwe szukanie swojej zapomnianej tożsamości i walka z tymi, którzy skrzywdzili, wykorzystali, zemsta na nich.

## Fabuła
Veer Singh Thakur (Salman Khan) żyje zwyczajnym życiem gdzieś w Radżastanie szanując swoich rodziców, zakochany w Muskaan (Dia Mirza), dziękując Bogu w świątyni z matką, cierpliwie znosząc ojca (Sharat Saxena) codziennie szkolącego go na wojownika, którym nie chce być. Sytuacja zmienia się, gdy podczas zapasów jego ojciec zostaje publicznie zwyciężony przez budzącego grozę z powodu swej siły przeciwnika. Veer z wściekłością wypada na arenę i zaskakuje wszystkich pokonując go w spektakularny sposób. Przerażenie budzi jego zaciekłość w walce. Veer walczy z taką zajadłością, że tylko głos ojca jest w stanie zatrzymać go, aby jego bicie nie stało się zabijaniem. Od tego momentu Veer traci swój spokój ducha i dobroduszność. Zaczynają go prześladować obrazy z przeszłości. Widzi ludzi próbujących go zabić. Przerażony na oczach wszystkich ucieka od swoich urojeń. Podejrzliwie wypytuje rodziców, dlaczego w domu nie ma jego fotografii z dzieciństwa i skąd na jego ciele ślady po kulach. Nie wierzy ich wyjaśnieniom. Tajemnica wychodzi na jaw podczas zaręczyn Veera z Muskaan. W trakcie radosnego tańca prześladujące go obrazy stają się prawdą. Kilku uzbrojonych ludzi rzuca się na Veera. Rozpoznają w nim Alego z Mumbaju. Próbują go zabić. Dochodzi do walki, w której Veer budzi grozę wszystkich z radosnego roztańczonego narzeczonego przemieniając się w skuteczne narzędzie zabijania. Jego przeciwnicy giną. Wstrząśnięty ojciec wyjawia mu prawdę o jego przeszłości. Trzy lata temu, gdy zrozpaczony Kunal Singh Thakur wrzucał do rzeki prochy swojego syna Veera, zabitego na wojnie, z wody wynurzyło się ciało nieprzytomnego mężczyzny. Kunal Singh Thakur uznał, że Bóg wysłuchał jego próśb zwracając mu w ten sposób syna. Po wielu miesiącach troskliwej pielęgnacji chory odzyskał przytomność, ale nie pamięć. Rodzice pokochali go jak syna. Teraz ten, przestawszy być Veerem, a nie czując się jeszcze Alim, wyjeżdża do Mumbaju pragnąc tam dowiedzieć się, kim naprawdę jest. W rodzinnym mieście zaczyna odzyskiwać pamięć. Hinduista daje się przywołać głosowi muezina do meczetu. Modląc się do Boga zastępuje dotychczasowe słowo Baghban słowem Allah. W jego ramionach umiera zastrzelony przez nieznanych mu wrogów ktoś, kogo dopiero z czasem rozpoznaje jako swego brata. Jego twarz budzi przerażenie wielu ludzi. Musi uciekać przed policją. Już nie Veer, ale muzułmanin Ali ze zgrozą uświadamia sobie, kim jest. Wyszkolonym zabójcą szukającym zemsty na tych, którzy złamali mu życie.

## Obsada
- Salman Khan – Veer Singh Thakur/Ali
- Sushmita Sen – Mehak
- Dia Mirza – Muskaan
- Sharat Saxena – Kunal Singh Thakur, ojciec Veera
- Inder Kumar – Inder Saxena (jako Inder Verma)
- Anjaan Srivastav – premier
- Alok Nath – Rahim Chacha, wuj Alego
- Mukesh Rishi – komisarz policji p. Sharma
- Johnny Lever – Guru Baba
- Arbaaz Khan – Veer, syn Thakura
- Rajpal Yadav – Lallan
- Nishigandha Wad – Geeta Singh Thakur, matka Veera

## Motywy filmoweBollywoodu
- Prześladujące obrazy przeszłości pojawiają się też m.in. w Dil Se i w filmach z wątkiem reinkarnacji Karan Arjun, Hamesha czy Om Shanti Om. Motyw utraty pamięci pojawia się też w Yakeen.
- Zapasy można zobaczyć też m.in. w Mój kraj (film) (z Shahem Rukh Khanem).
- Relacje rodzinne są tematem większości bollywoodzkich filmóow. W wielu filmach przedstawiana jest też silna relacja między synem a ojcem, np. w Baabul, Taal, Kyun...! Ho Gaya Na, Nigdy nie mów żegnaj, Ogrodnik, Żona dla zuchwałych, czy Czasem słońce, czasem deszcz (w dwóch ostatnich pojawia się też motyw adoptowanego syna).
- Sceny z urojeniami pojawiają się też m.in. w Madhoshi, Kyon Ki, Dla ciebie wszystko.
- Talizman na szyi mężczyzny, dotykany w chwilach, gdy bohater szuka oparcia w czymś większym od siebie, pojawia się m.in. w Chalte Chalte czy Kyun...! Ho Gaya Na. W tych filmach jest oddawany na znak miłości kobiecie, aby ją chronił.
- W filmie jest wiele odniesień do wszechmocy Boga zarówno Allaha, jak i hinduistycznego Baghbana. Bohaterowie często się modlą o jego interwencje w ich życiu – np. Veer z matką w świątyni po porannym treningu z ojcem, matka wysyła go do świątyni, aby prosił Boga o uwolnienie od prześladujących go lęków, Veer modli się za pomyślność rodziców i dziewczyny. Veer stając się Ali modli się do Allaha o odpowiedź na pytanie, kim jest. Modlitwa jest też częstym motywem m.in. w Aitraaz, Karan Arjun, Guddu, Na Tum Jaano Na Hum, Bewafaa, Chaahat, English Babu Desi Mem, Dushman itd.
- Motyw świąt (Karwa Ćaut, Diwali, Holi) w wielu filmach, tu Święto Latawców pokazane też w Prosto z serca.
- Motyw zamachu zleconego przez polityka na innym polityku w walce o władzę występuje też m.in. w Towarzystwo.
- Mangelsutra – naszyjnik symbolizujący małżeństwo można zobaczyć w różnych kontekstach w innych filmach (Prosto z serca, Honeymoon Travels Pvt. Ltd., Baazigar, Taal (film) itd). Tu bohaterka zrywa go z szyi dowiedziawszy się, że jej mąż był zdrajcą i próbował zabić jej ukochanego.

## Piosenki
1. Bindiya Chamke
2. Kya Hua Tujhe
3. Ye Bekhudi
4. Id Mubarak
5. Kyon Khanke Teri Chudi
6. Mehndi Hai Rachi
7. Main To Ladki Kuwanri